# Anzou
Anzou (franska: Anzou (CR), Anzou (Commune Rurale), arabiska: أيت ماجدن) är en kommun i Marocko.   Den ligger i provinsen Azilal och regionen Béni Mellal-Khénifra, i den nordöstra delen av landet, 260 km söder om huvudstaden Rabat. Antalet invånare är 13 780.